# Seventh Avenue (linea BMT Brighton)
Seventh Avenue è una fermata della metropolitana di New York situata sulla linea BMT Brighton. Nel 2019 è stata utilizzata da 3 103 599 passeggeri. È servita dalla linea Q sempre e dalla linea B durante i giorni feriali esclusa la notte.

## Storia
La stazione fu aperta il 1º agosto 1920.

## Strutture e impianti
La stazione è sotterranea, ha due banchine laterali e due binari. Ai lati della stazione sono posizionati i due binari locali della linea IRT Eastern Parkway, mentre i due binari espressi sono localizzati al di sotto. Il mezzanino possiede due ingressi che portano all'incrocio tra Flatbush Avenue e Park Place.

## Interscambi
La stazione è servita da alcune autolinee gestite da NYCT Bus.
- Fermata autobus